# Архипов, Александр Константинович
Александр Константинович Архипов (1923 — ?) — советский хозяйственный, государственный и политический деятель, Герой Социалистического Труда.

## Биография
Родился в 1923 году в хуторе Шишикин Второго Донского округа. Член КПСС с 1943 года.
Участник Великой Отечественной войны, командир орудия противотанкового расчёта 9-й механизированной бригады 5-го механизированного корпуса. С 1946 года — на хозяйственной, общественной и политической работе. В 1946—1983 гг. — механизатор Иловлинской машинно-тракторной станции, комбайнёр колхоза «Большевик» Иловлинского района Сталинградской области.
Указом Президиума Верховного Совета СССР от 20 ноября 1958 года за выдающиеся успехи, достигнутые в деле увеличения производства зерна и других продуктов сельского хозяйства, присвоено звание Героя Социалистического Труда с вручением ордена Ленина и золотой медали «Серп и Молот».
Делегат XXII съезда КПСС.
Умер на хуторе Краснодонском до 1985 года.